# Strychnos puberula
Strychnos puberula är en tvåhjärtbladig växtart som beskrevs av Mcpherson. Strychnos puberula ingår i släktet Strychnos och familjen Loganiaceae. Inga underarter finns listade i Catalogue of Life.